# Myelobia smerintha
Myelobia smerintha is een vlinder uit de familie van de grasmotten (Crambidae). De wetenschappelijke naam van deze soort is voor het eerst voorgesteld als Morpheis smerintha door Jacob Hübner in een publicatie uit 1821.
De soort komt voor in Mexico, Brazilië en Argentinië.